# Lutherkirche (Osnabrück)

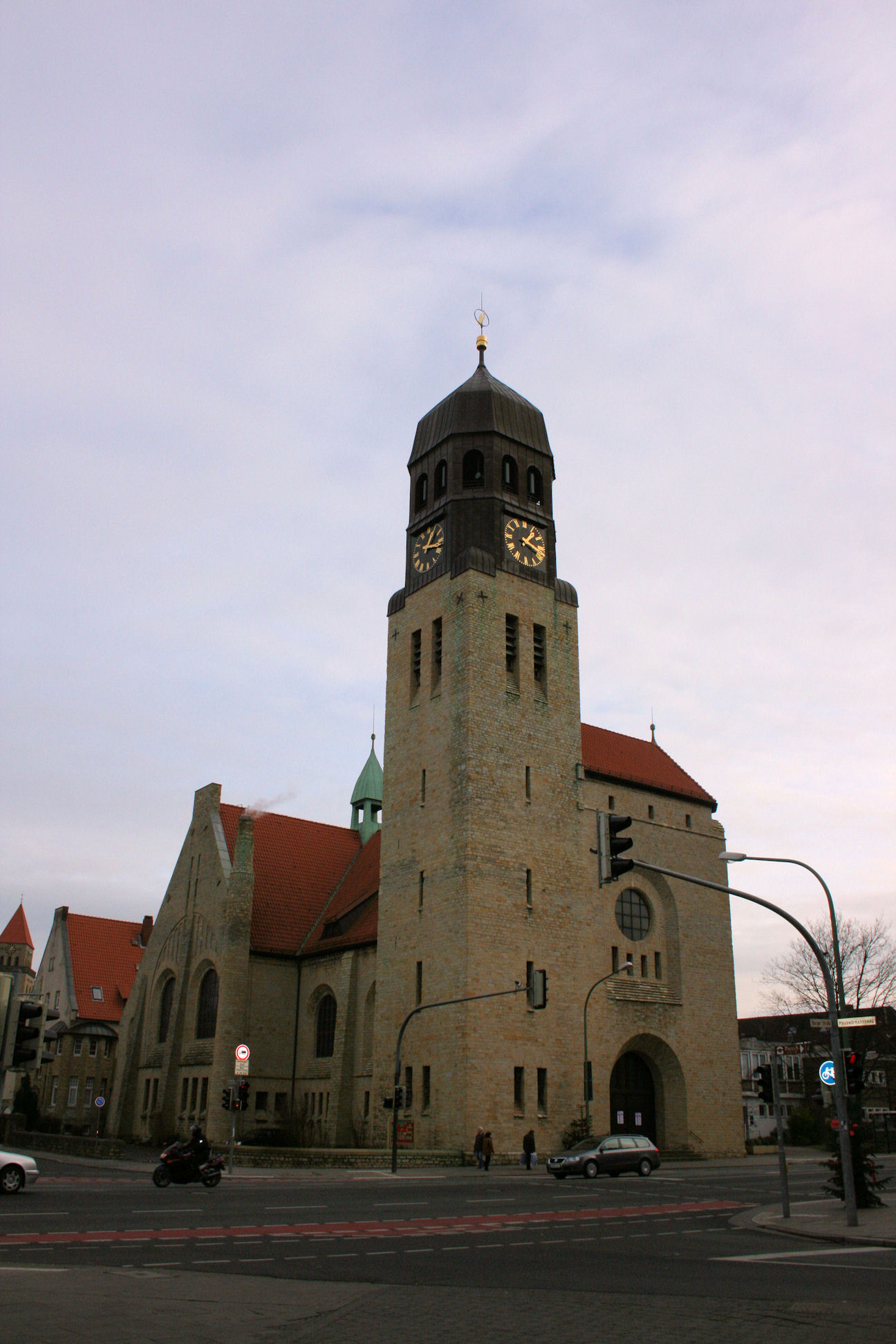
Lutherkirche an der Iburger Straße

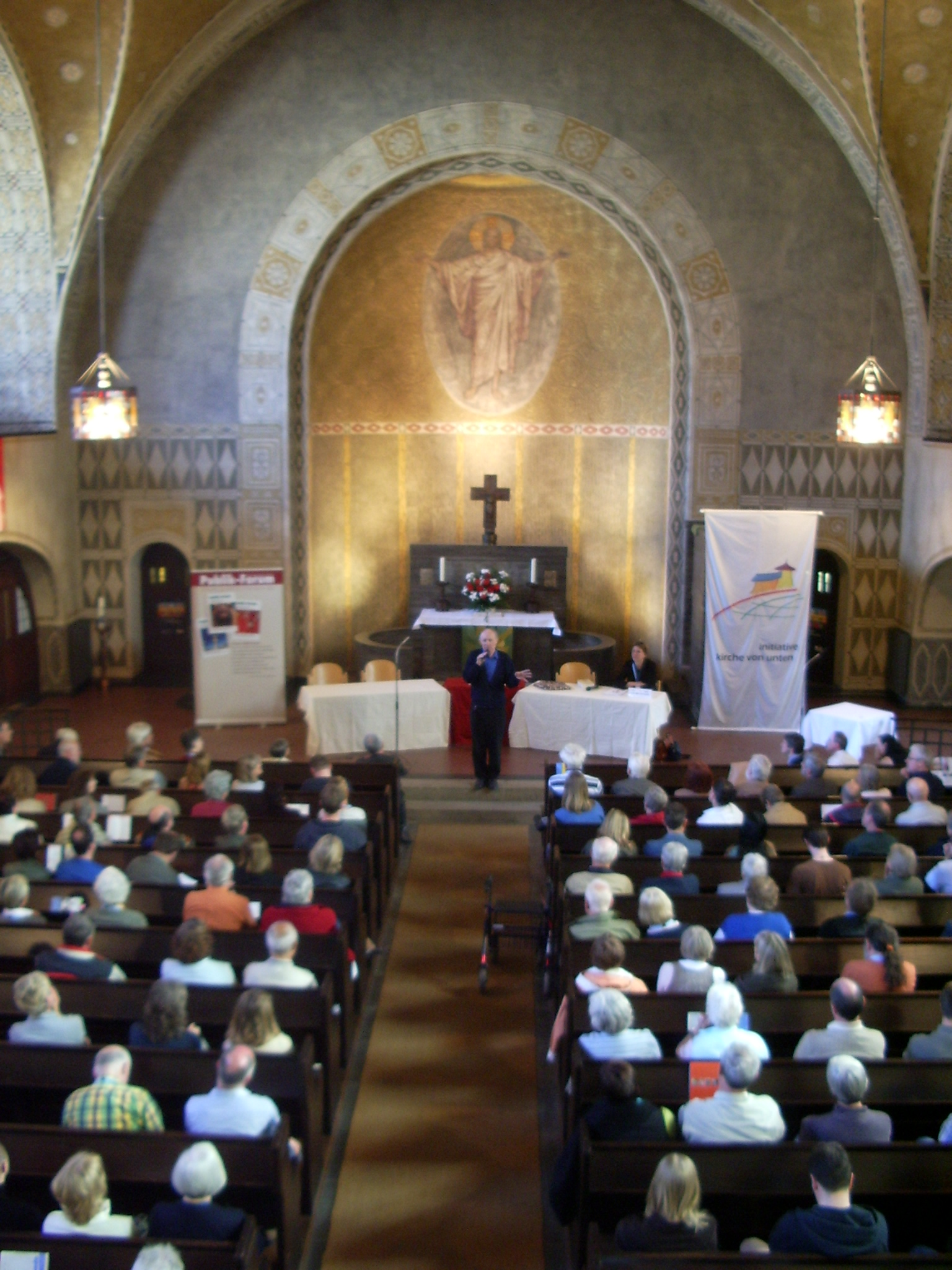
Eugen Drewermann in der Lutherkirche während des 97. Deutschen Katholikentags 2008

Die Lutherkirche ist eine evangelisch-lutherische Kirche in der Südstadt von Osnabrück. Sie wurde von 1907 bis 1909 von dem Architekten Karl Börgemann in Anlehnung an das Wiesbadener Programm im Rundbogenstil erbaut. Ihre Besonderheit ist die ornamentale Jugendstil-Ausmalung.

## Geschichte
Die evangelisch-lutherische Gemeinde von St. Katharinen in der Osnabrücker Altstadt war zu Beginn des 20. Jahrhunderts auf fast 15.000 Gläubige gewachsen. Der Kirchenvorstand beschloss, südlich der Neustadt eine weitere Kirche zu bauen. Von der Klosterkammer kaufte die Gemeinde 1903 für 7.500 Mark ein Grundstück an der Iburger Straße im heutigen Stadtteil Schölerberg. Den Zuschlag für den Bau bekam der Architekt Karl Börgemann in Hannover. Sein Entwurf wurde jedoch aus Kostengründen vereinfacht.
Mit dem Bau wurde am 23. September 1907 begonnen; am 14. November 1909 wurde die Kirche als Tochtergemeinde von St. Katharinen eingeweiht. Erster Pastor der Lutherkirche war Hugo Blitz. 1912 wurde das Pfarrhaus an der Miquelstraße gebaut. Ihre Unabhängigkeit erhielt die Gemeinde der Lutherkirche im Jahr 1927. Im Zweiten Weltkrieg, in dem weite Bereiche der Stadt zerstört wurden, erlitt die Kirche bis auf die Zerstörung der Fenster geringe Schäden. Jedoch traten in den 1970er Jahren Risse im Mauerwerk auf, die durch Moorschichten im Untergrund verursacht worden waren.
Zwischen 1985 und 1989 wurde das Mauerwerk saniert. Dabei wurde auch die in den 1950er Jahren mit einem weißen Anstrich in Dispersionsfarbe abgedeckte Jugendstil-Ausmalung von dem Bremer Restaurator Klaus Thönes und seinen Mitarbeitern wiederhergestellt. Die Fenster wurden 1949 und 1993 von der Glaswerkstatt Deppen & Söhne aus Osnabrück neu geschaffen. Ein neues Pfarr- und Gemeindehaus wurde 1964 an der Iburger Straße gebaut.
Die Glocken der Kirche wurden zweimal erneuert; erstmals 1926, nachdem die Glocken aus der Gründungszeit im Ersten Weltkrieg eingeschmolzen worden waren. Bis auf die kleinste Glocke gingen auch diese Glocken im Zweiten Weltkrieg verloren. Die vier jetzt vorhandenen Glocken wurden vom Bochumer Verein gegossen und am 22. März 1957 geweiht.
Die Orgel von 1967 der Firma Emil Hammer Orgelbau aus Hannover ersetzte die erste aus der Gründungszeit, die von der Firma Rohlfing aus Osnabrück gebaut worden war.

### Kirchengebäude
Die Kirche aus Muschelkalkstein aus der Region hat einen basilikalen romanischen Grundriss mit Rundapsis nach Osten. An sie schließt sich die Sakristei an. Das Kirchenschiff ist nach Norden erweitert. Das Seitenschiff ist durch eine Glasschiebetür abgetrennt. Der Turm an der Nordwestseite des Westwerks auf quadratischem Grundriss trägt eine Turmhaube, die mit Kupferplatten gedeckt ist. Er hat eine Höhe von ca. 50 Metern.
Auch der Altar, die Kanzel und das Taufbecken wurden aus Muschelkalkstein angefertigt. Der Taufstein trägt eine Schale aus Bronze mit einer Lutherrose.

### Jugendstil-Ausmalung
Die Decken- und Wandmalereien der Lutherkirche wurden 1908 von zwölf evangelischen Malermeistern aus der Osnabrücker Neustadt unter Leitung des Malermeisters Lotz geschaffen. Es handelt sich um Kassettierungen mit floralen Ornamenten, Diamantmalereien und Begleitbändern, etwa auf den Gurtbögen des Tonnengewölbes. Kassettenmalerei findet sich ebenso auf dem Schmuckband der Chorapsis. Der untere Sockelbereich trägt eine Lambrismalerei.
Für die Chorapsis schuf der hannoversche Maler Hermann Schaper ein Christusbild.